# 경일중경영정보고등학교
경일중·경영정보고등학교(京一中·經營情報高等學校)는 서울특별시 금천구 시흥동에 있는 학교형태의 학력인정 평생교육시설이다.

## 학교 연혁
- 1957년 4월 20일 : 서울 중랑구 중량천 난민촌에서 12명으로 성경구락부 시작
- 1986년 11월 24일 : 문교부지정 학력인정 경일실업고등학교 인가
- 2016년 2월 17일 : 중등부 53회, 고등부 44회 졸업